# Inverinate
Inverinate är en by i Highland i Skottland. Byn är belägen 16 km 
från Kyle of Lochalsh. Orten har 314 invånare (2011).